# Jiří Dopita
Jiří Dopita (* 2. Dezember 1968 in Šumperk, Tschechoslowakei) ist ein tschechischer Eishockeyspieler und -trainer, der als Spieler zuletzt beim HC Olomouc in der tschechischen 1. Liga unter Vertrag stand. Von 2016 bis 2020 war er Trainer beim VHK ROBE Vsetín, der 2017 den Aufstieg in die 1. Liga schaffte.

## Karriere
Seine Profikarriere begann er 1989 in der 1. Liga der Tschechoslowakei bei HC Dukla Jihlava. Nach seiner ersten Saison wechselte er zu TJ DS Olomouc und spielte dort bis 1993. Das Team war in dieser Zeit in HC Olomouc umbenannt worden. Auch die NHL war auf ihn aufmerksam geworden und so sicherten sich die Boston Bruins beim NHL Entry Draft 1992 die Rechte an Dopita, den sie als 133 auswählten.
Zum Ende der Saison 1992/93 wechselte er in die deutsche Bundesliga zu den Eisbären Berlin. In der kommenden Saison half er maßgeblich mit, die Klasse zu erhalten und erzielte in der Abstiegsrunde in vier Spielen vier Tore und bereitete weitere vier Tore vor. Danach half er noch einmal in der Endrunde bei HC Olomouc aus und konnte dort tschechischer Meister werden. Zurück bei den Eisbären kämpfte er wieder um den Klassenerhalt, war aber persönlich bester Scorer in der DEL-Saison 1994/95, da er bei 68 Scorerpunkten mehr Tore als John Chabot erzielt hatte.
Ab 1995 spielte er wieder in der tschechischen Extraliga bei HC Petra Vsetín. Bis 2001 wurde er sechs Mal tschechischer Meister und war nur in einem Jahr nicht Topscorer des Teams. Nachdem er in Boston für die NHL keinen Vertrag unterschrieben hatte, wurde er im Alter von dreißig Jahren beim NHL Entry Draft 1998 (Position 123) erneut gezogen, dieses Mal von den New York Islanders. Auch wenn er anschließend vorerst weiter in der tschechischen Extraliga spielte, kamen dieses Mal intensivere Kontakte zu den NHL-Teams zustande.
Die Florida Panthers hatten bereits vermeldet, dass Dopita für sie auf Torejagd gehen würde, doch der Vertrag platze. Zur Saison 2001/02 wechselte er doch noch in die National Hockey League und spielte dort für die Philadelphia Flyers. Zum Folgejahr wechselte er zu den Edmonton Oilers, wo er jedoch nur in 21 Spielen eingesetzt wurde, bevor er nach Tschechien zurückkam. Die Saison beendete er mit einigen Spielen bei Olomouc in der 2. Liga.
Ab 2003 spielte er für den HC Moeller Pardubice in seiner Heimat Tschechien. 2004 war er wieder bester Scorer seines Teams und 2005 konnte er mit dem Team, das in dieser Saison aufgrund des NHL-Lockout durch einige NHL-Spieler wie Milan Hejduk und Jan Bulis verstärkt wurde, wieder einmal den Meistertitel gewinnen.
Ab der Saison 2005/06 spielte er beim HC Znojemští Orli. Da sich der Verein nach der 2009 aus der Extraliga zurückzog, wechselte Dopita zum HC Kometa Brno, dessen Farmteam der HC Znojemští Orli wurde. Im Mai 2010 verlängerte der inzwischen 41-jährige Dopita seinen Vertrag mit Kometa um ein weiteres Jahr, nachdem er in der Spielzeit 2009/10 mit 25 Toren und 24 Assists zu den Leistungsträgern seines Teams gehört hatte. Zur Saison 2011/12 kehrte er zu seinem Heimatverein HC Olomouc in die zweitklassige 1. Liga zurück.

### International
Für die Tschechoslowakei bestritt Jiří Dopita zehn Spiele, in denen er vier Tore schoss. Für die Tschechische Republik spielte er 129 Mal und erzielte dabei 38 Tore. Sein erstes Länderspiel war am 30. August 1992 das Spiel Tschechoslowakei gegen Russland in Helsinki.
Mit der tschechischen Nationalmannschaft wurde Dopita einmal Olympiasieger, dreimal Weltmeister sowie zweimal WM-Dritter.

## Erfolge und Auszeichnungen
- Zlatá hokejka 2001
- Tschechischer Meister 1994, 1996, 1997, 1998, 1999, 2001, 2005
- Spieler des Jahres der Extraliga 1997, 1998, 1999, 2001
- Wertvollster Spieler der Extraliga-Play-offs 1994, 1996, 1998, 2001
- Bester Torschütze der Extraliga 1997, 2000
- Topscorer und bester Vorlagengeber der Extraliga-Play-offs 2001
- Aufnahme in die Tschechische Eishockey-Ruhmeshalle

### International
- Olympiasieger 1998
- Weltmeister 1996, 2000, 2001
- Bronzemedaille bei der Weltmeisterschaft 1997, 1998
- All-Star Team der Weltmeisterschaft 2000
- Bester Vorlagengeber der Weltmeisterschaft 2000

## Karrierestatistik

### International
(Legende zur Spielerstatistik: Sp oder GP = absolvierte Spiele; T oder G = erzielte Tore; V oder A = erzielte Assists; Pkt oder Pts = erzielte Scorerpunkte; SM oder PIM = erhaltene Strafminuten; +/− = Plus/Minus-Bilanz; PP = erzielte Überzahltore; SH = erzielte Unterzahltore; GW = erzielte Siegtore; 1 Play-downs/Relegation; Kursiv: Statistik nicht vollständig)